# Carlos I de Baden-Baden
Carlos I de Baden-Baden (em alemão:  Karl I. von Baden; 1425 – Pforzheim, 24 de fevereiro de 1475), chamado de o Guerreiro ou o Belicoso (der Kriegerische), foi um nobre alemão, pertencente à Casa de Zähringen, e que foi Marquês de Baden-Baden de 1453 até à sua morte.

## Biografia
Carlos I pertencia ao ramo senior dos Margraves de Baden, da Casa de Zähringen, sendo filho de Jaime I de Baden-Baden, Margrave de Baden-Baden, e de Catarina da Lorena, filha do duque Carlos II da Lorena e de Margarida do Palatinado.
Carlos I entra em conflito com o Príncipe-Eleitor do Palatinado Frederico I em 1461 aquando do Conflito eclesiástico de Mogúncia, sendo derrotado no ano seguinte na batalha de Seckenheim.

## Casamento e descendência
A 1 de julho de 1447, Carlos casou com Catarina da Áustria, filha de Ernesto, Duque da Áustria e de Cimburga da Mazóvia. Deste casamento nascem seis filhos:
1. Catarina (Katharina) (1449-1484), que casou com o conde Jorge III de Werdenberg-Sargans;
2. Cimburga (Cimburgis) (1450-1501), que casou com o conde Engelberto II de Nassau-Dillenburg, Stathouder das Províncias Unidas (morto em 1504);
3. Margarida (Margarete) (1452–1495), Abadessa em Lichtenthal;
4. Cristóvão I (Christoph) (1453-1527), que sucedeu ao pai como Marquês de Baden-Baden e unificou todo o Baden;
5. Alberto (Albrecht) (1456–1488), Marquês de Baden-Hachberg;
6. Frederico (Friedrich) (1458-1517), Bispo de Utreque.